# J-rock
Japoński rock (często skracane do j-rock) – nurt muzyki japońskiej, odwołujący się do europejskich i amerykańskich gatunków takich jak rock, soft rock, rock alternatywny, a także punk, metal, metal symfoniczny, muzyka elektroniczna i wiele innych. W j-rocku często występuje połączenie bardzo wielu gatunków muzycznych. Fani używający tego określenia często mają na myśli zespoły grające także gatunki, niekiedy ze wstawkami z hip-hopu czy jazzu.

## Historia
Początki japońskiego rocka sięgają rocka psychodelicznego, który po raz pierwszy pojawił się w Japonii w 1968 roku. W latach 60. XX wieku eksperymentowano z takimi gatunkami jak space rock. W latach 70. XX wieku na bazie muzyki folkowej, wykształcił się japoński rock progresywny. W latach 80. XX wieku dominował rock alternatywny.

## Zespoły j-rockowe z największą liczbą sprzedanych wydawnictw muzycznych w Japonii

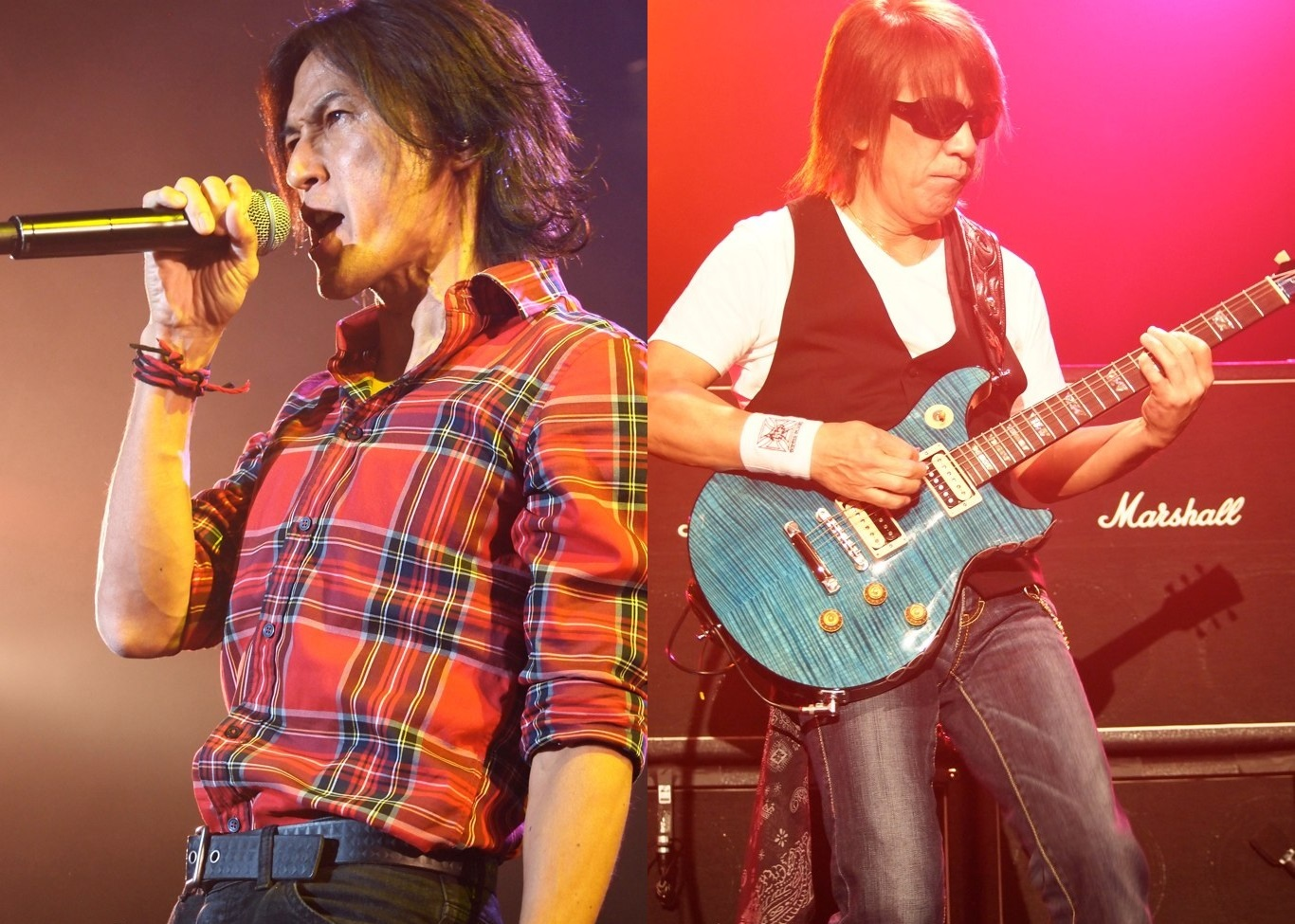
Grupa B’z.

Grupa B’z jest zespołem rockowym z największą liczbą sprzedanych wydawnictw muzycznych w Japonii z nakładem ponad 80 certyfikowanych milionów płyt w samej Japonii. Są też jednymi z zespołów z największą liczbą sprzedanych albumów i singli na świecie. Są też jedynymi japońskimi artystami, których odciski dłoni znalazły się na Hollywood's RockWalk. Poza nimi japońskimi rockowymi zespołami z największym nakładem ze sprzedaży singli i albumów w Japonii są Mr. Children (54 milionów certyfikowanych sprzedanych płyt), L’Arc-en-Ciel (40 milionów), Glay (38 milionów) i Southern All Stars (36 milionów). Luna Sea podobnie jak wiele innych zespoły rockowych w Japonii odnieśli bardzo duży sukces, ale był on krótkotrwały. Do tej pory nakład ze sprzedaży albumów i singli grupy przekroczył liczbę ponad 7  milionów certyfikowanych płyt. Japońską grupą metalową z największą liczbą sprzedanych albumów muzycznych jest zespół X Japan z nakładem 30 milionów certyfikowanych kopii albumów studyjnych, kompilacyjnych i singli. X-Japan uznawany jest za jednego z najważniejszych pionierów nurtu visual-kei i japońskiego metalu. Grupa Boøwy osiągnęła największy nakład ze sprzedaży albumów koncertowych spośród wszystkich japońskich artystów muzycznych w historii – ponad 15 milionów albumów.

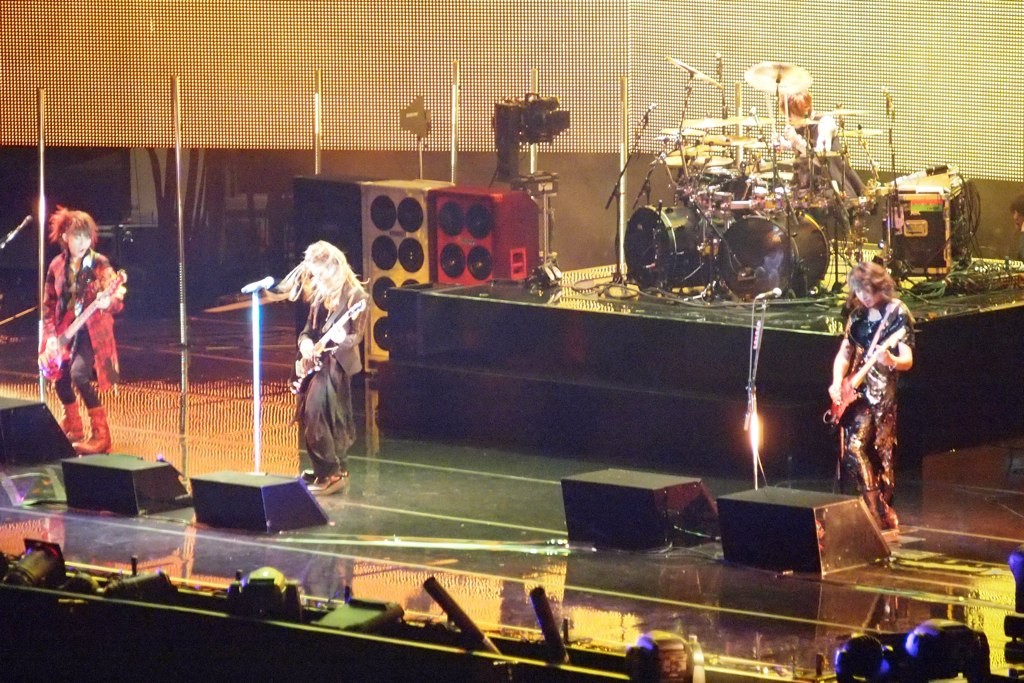
L’Arc~en~Ciel w Madison Square Garden.

## Najwięcej zarabiający zespół j-rockowy
Według artykułu amerykańskiego magazynu Forbes opublikowanego w 2012 roku, najdroższym ze wszystkich zespołów j-rockowych jest L’Arc-en-Ciel. Redaktorzy swoje dane oparli na rzeczywistych zyskach z ich tras koncertowych, większych niż u jakichkolwiek innych artystów rockowych pochodzenia japońskiego, a także na sprzedaży płyt, singli, DVD grupy.